# Nun (atlantski jezici)
Nun jezici (privatni kod: nun), malena skupina atlantskih jezika koja je dio šire istočne senegalsko-gvinejske skupine, koju čini zajedno s jezicima banyun i tenda. Ovim jezicima govori manje od 2.000 ljudi na području Gvineje Bisau i susjednog Senegala.
Podskupina obuhvaća jezike kasanga [ccj] (690 govornika 2006) i kobiana [kcj] preko 1.000 ljudi. Ne smiju se brkati s istoimenim jezicima nun koji pripadaju široj skupini mbam-nkam.

## Vanjske poveznice
- Ethnologue (14th)
- Ethnologue (15th)